# Đất Cuốc
Đất Cuốc is een xã in huyện Tân Uyên, een district in de Vietnamese provincie Bình Dương.
Đất Cuốc ligt centraal in het district.